# 10549 Helsingborg
10549 Helsingborg è un asteroide della fascia principale. Scoperto nel 1992, presenta un'orbita caratterizzata da un semiasse maggiore pari a 2,5585307 UA e da un'eccentricità di 0,1704746, inclinata di 13,69109° rispetto all'eclittica.